# ミレニアム・トロフィー
ミレニアム・トロフィー（Millennium Trophy）は、1988年から始まったラグビーイングランド代表とラグビーアイルランド代表とのラグビーユニオンの定期戦である。翌年1989年からシックス・ネイションズの一環として行われている。

## 概要
ミレニアムトロフィーの第1回は、アイルランドの首都ダブリンの公式ミレニアル祝賀（アイルランド建国・首都誕生1000年記念）の一環として1988年に行われた。翌年からはシックス・ネイションズで実施されている。 
アイルランド政府は、988年にヴァイキングがダブリンに入植し、後にダブリン市となったと定めている。勝者に授与されるミレニアム・トロフィーは、ヴァイキングの角の生えたヘルメットの形をしている。 

## 結果
第1回（1988年）は、ファイブ・ネイションズとしては行われなかった。第2回（1989年）以降は、シックス・ネイションズ内で実施。
2025年までに38回対戦し、イングランド21勝、アイルランド17勝。引き分けの場合は、どちらも勝者にはならない。
| 回 | 年   | 開催日   | 勝者         | 得点 ホーム対アウェー | 会場                                   | レポート      |
| -- | ---- | -------- | ------------ | --------------------- | -------------------------------------- | ------------- |
| 1  | 1988 | 4月23日  | イングランド | 10–21                 | ランズダウン・ロード（ダブリン）       | [ 5 ] [ 1 ]   |
| 2  | 1989 | 2月18日  | イングランド | 3–16                  | ランズダウン・ロード（ダブリン）       | [ 6 ]         |
| 3  | 1990 | 1月20日  | イングランド | 23–0                  | トゥイッケナム・スタジアム（ロンドン） | [ 7 ]         |
| 4  | 1991 | 3月2日   | イングランド | 7–16                  | ランズダウン・ロード（ダブリン）       | [ 8 ]         |
| 5  | 1992 | 2月1日   | イングランド | 38–9                  | トゥイッケナム・スタジアム（ロンドン） | [ 9 ]         |
| 6  | 1993 | 3月20日  | アイルランド | 17–3                  | ランズダウン・ロード（ダブリン）       | [ 10 ] [ 11 ] |
| 7  | 1994 | 2月19日  | アイルランド | 12–13                 | トゥイッケナム・スタジアム（ロンドン） | [ 12 ]        |
| 8  | 1995 | 1月21日  | イングランド | 8–20                  | ランズダウン・ロード（ダブリン）       | [ 13 ]        |
| 9  | 1996 | 3月16日  | イングランド | 28–15                 | トゥイッケナム・スタジアム（ロンドン） | [ 14 ]        |
| 10 | 1997 | 2月15日  | イングランド | 6–46                  | ランズダウン・ロード（ダブリン）       | [ 15 ]        |
| 11 | 1998 | 4月4日   | イングランド | 35–17                 | トゥイッケナム・スタジアム（ロンドン） | [ 16 ]        |
| 12 | 1999 | 3月6日   | イングランド | 15–27                 | ランズダウン・ロード（ダブリン）       | [ 17 ]        |
| 13 | 2000 | 2月5日   | イングランド | 50–18                 | トゥイッケナム・スタジアム（ロンドン） | [ 18 ]        |
| 14 | 2001 | 10月20日 | アイルランド | 20–14                 | ランズダウン・ロード（ダブリン）       | [ 19 ]        |
| 15 | 2002 | 2月16日  | イングランド | 45–11                 | トゥイッケナム・スタジアム（ロンドン） | [ 20 ]        |
| 16 | 2003 | 3月30日  | イングランド | 6–42                  | ランズダウン・ロード（ダブリン）       | [ 21 ]        |
| 17 | 2004 | 3月6日   | アイルランド | 13–19                 | トゥイッケナム・スタジアム（ロンドン） | [ 22 ]        |
| 18 | 2005 | 2月27日  | アイルランド | 19–13                 | ランズダウン・ロード（ダブリン）       | [ 23 ]        |
| 19 | 2006 | 3月18日  | アイルランド | 24–28                 | トゥイッケナム・スタジアム（ロンドン） | [ 24 ]        |
| 20 | 2007 | 2月24日  | アイルランド | 43–13                 | クローク・パーク（ダブリン）           | [ 25 ]        |
| 21 | 2008 | 3月15日  | イングランド | 33–10                 | トゥイッケナム・スタジアム（ロンドン） | [ 26 ]        |
| 22 | 2009 | 2月28日  | アイルランド | 14–13                 | クローク・パーク（ダブリン）           | [ 27 ]        |
| 23 | 2010 | 2月27日  | アイルランド | 16–20                 | トゥイッケナム・スタジアム（ロンドン） | [ 28 ]        |
| 24 | 2011 | 3月19日  | アイルランド | 24–8                  | アビバ・スタジアム（ダブリン）         | [ 29 ]        |
| 25 | 2012 | 3月17日  | イングランド | 30–9                  | トゥイッケナム・スタジアム（ロンドン） | [ 30 ] [ 31 ] |
| 26 | 2013 | 2月10日  | イングランド | 6–12                  | アビバ・スタジアム（ダブリン）         | [ 32 ] [ 33 ] |
| 27 | 2014 | 2月22日  | イングランド | 13–10                 | トゥイッケナム・スタジアム（ロンドン） | [ 34 ] [ 35 ] |
| 28 | 2015 | 3月1日   | アイルランド | 19–9                  | アビバ・スタジアム（ダブリン）         | [ 36 ] [ 37 ] |
| 29 | 2016 | 2月27日  | イングランド | 21–10                 | トゥイッケナム・スタジアム（ロンドン） | [ 38 ] [ 39 ] |
| 30 | 2017 | 3月18日  | アイルランド | 13–9                  | アビバ・スタジアム（ダブリン）         | [ 40 ] [ 41 ] |
| 31 | 2018 | 3月17日  | アイルランド | 15–24                 | トゥイッケナム・スタジアム（ロンドン） | [ 42 ] [ 43 ] |
| 32 | 2019 | 2月2日   | イングランド | 20–32                 | アビバ・スタジアム（ダブリン）         | [ 44 ] [ 45 ] |
| 33 | 2020 | 2月23日  | イングランド | 24–12                 | トゥイッケナム・スタジアム（ロンドン） | [ 46 ] [ 47 ] |
| 34 | 2021 | 3月20日  | アイルランド | 32–18                 | アビバ・スタジアム（ダブリン）         | [ 48 ]        |
| 35 | 2022 | 3月12日  | アイルランド | 15–32                 | トゥイッケナム・スタジアム（ロンドン） | [ 49 ] [ 50 ] |
| 36 | 2023 | 3月18日  | アイルランド | 29–16                 | アビバ・スタジアム（ダブリン）         | [ 51 ] [ 52 ] |
| 37 | 2024 | 3月9日   | イングランド | 23–22                 | トゥイッケナム・スタジアム（ロンドン） | [ 53 ] [ 54 ] |
| 38 | 2025 | 2月1日   | アイルランド | 27-22                 | アビバ・スタジアム（ダブリン）         | [ 55 ] [ 56 ] |
| 回 | 年   | 開催日   | 勝者         | 得点 ホーム対アウェー | 会場                                   | レポート      |